# Hetaeria mannii
Hetaeria mannii là một loài thực vật có hoa trong họ Lan. Loài này được (Rchb.f.) Benth. ex Durand & Schinz mô tả khoa học đầu tiên năm 1894.